# Black Bowl 2015
Il Black Bowl 2015 è stato la 1ª edizione dell'omonimo torneo di football americano.

## Squadre partecipanti
| Club               | Città  | Stadio | Sponsor ufficiale |
| ------------------ | ------ | ------ | ----------------- |
| Lipetsk Panthers   | Lipeck |        |                   |
| Orel Eagles        | Orël   |        |                   |
| Yelets Flibustiers | Elec   |        |                   |

## Stagione regolare

### Calendario

#### 1ª giornata
| Orël 30 maggio 2015, ore 15:00 | Orel Eagles | 6 – 8 referto | Yelets Flibustiers |  |

#### 2ª giornata
| Orël 13 giugno 2015, ore 16:00 | Orel Eagles | 34 – 0 referto | Lipetsk Panthers |  |

#### 3ª giornata
| Elec 27 giugno 2015, ore 15:00 | Yelets Flibustiers | 50 – 20 referto | Lipetsk Panthers |  |

#### 4ª giornata
| Elec 26 settembre 2015 | Yelets Flibustiers | 14 – 42 | Orel Eagles |  |

#### 5ª giornata
| Lipeck 10 ottobre 2015 | Lipetsk Panthers | 34 – 6 | Yelets Flibustiers | Stadion Sokol |

#### 6ª giornata
| Lipeck 17 ottobre 2015 | Lipetsk Panthers | 16 – 22 referto | Orel Eagles | Stadion Sokol |

### Classifica
La classifica della regular season è la seguente.
- PCT = percentuale di vittorie, G = partite giocate, V = partite vinte,  P = partite perse, PF = punti fatti, PS = punti subiti

| Pos. | Squadra            | PCT  | G | V | N | P | PF  | PS  |
| ---- | ------------------ | ---- | - | - | - | - | --- | --- |
| 1    | Orel Eagles        | .750 | 4 | 3 | 0 | 1 | 104 | 38  |
| 2    | Yelets Flibustiers | .500 | 4 | 2 | 0 | 2 | 78  | 96  |
| 3    | Lipetsk Panthers   | .250 | 4 | 1 | 0 | 3 | 70  | 112 |

## Verdetti
- Orel Eagles Vincitori del Black Bowl 2015